# Final Fantasy XI
Final Fantasy XI (ファイナルファンタジーXI Fainaru Fantajī Irebun), ook bekend als Final Fantasy XI Online of gewoon Final Fantasy Online is een MMORPG ontwikkeld door Square (nu Square Enix) en is de eerste Final Fantasy die zich online afspeelt. Het spel debuteerde in Japan op de PlayStation 2 op 16 mei 2002. De Microsoft Windows versie kwam op 5 november in hetzelfde jaar uit. Die versie werd gelokaliseerd en kwam in de Verenigde Staten uit op 28 oktober 2003 en in Europa op 17 september 2004. De PlayStation 2-versie is nog wel in de Verenigde Staten uitgekomen, maar niet in Europa. Dit kwam doordat de harde schijf die verplicht is bij het spel, nooit in Europa is uitgebracht. De Xbox 360-versie werd in 2006 wereldwijd uitgebracht en was de eerste MMORPG op dat systeem.

## Loop van het spel
Het spel speelt zich af in de fantasiewereld Vana'diel, 20 jaar na de grote oorlog tegen de beestmensen. De naties San d'Oria, Bastok en Windurst hebben hun geschillen bijgelegd om de beestmensen te bestrijden. De speler kiest een avonturier ten dienste van een van deze naties.
Bij het aanmaken van een personage moet de speler een keuze maken uit een van vijf rassen:
- Hume (man/vrouw)
- Elvaan (man/vrouw)
- Tarutaru (man/vrouw)
- Mithra (vrouw)
- Galka (man)

Ook moet de speler een standaard beroep (job) kiezen zoals: Warrior, Monk, White Mage, Black Mage, Red Mage en Thief. Tijdens het spel kan de speler makkelijk van beroep veranderen, zonder de voortgang te verliezen in eerdere beroepen. Ook biedt het spel de mogelijkheid om een tweede beroep erbij te nemen (subjob). Er zijn meer beroepen dan die in het begin van het spel worden aangeboden, maar deze kunnen pas geselecteerd worden na het voldoen van bepaalde vereisten.
Een van de unieke eigenschappen van Final Fantasy XI is dat de speler vaak de controle verliest over de personage tijdens speciale gebeurtenissen, en dan een tussenfilmpje te zien krijgt. Dit soort scènes zijn normaal in de andere Final Fantasy titels, maar uniek voor MMORPGs.

## Uitbreidingen
Er zijn vijf verschillende "expansion packs" uitgebracht voor het spel:
- Rise of the Zilart (2003)
- Chains of Promathia (2004)
- Treasures of Aht Urhgan (2006)
- Wings of the Goddess (2007)
- Seekers of Adoulin (2013)

Naast de vijf expansion packs zijn er ook meerdere "add-ons" uitgebracht. De add-ons bevatten minder nieuwe inhoud dan die in de expansion packs. In 2015 werd Rhapsodies of Vana'diel gratis uitgebracht. Dit scenario is de conclusie van het verhaal in alle expansion packs en add-ons van Final Fantasy XI.